# Shelly Tic CAFE
Shelly Tic CAFE (Shelly Tic CAFE?) è uno split album realizzato dalle due band visual kei giapponesi Shelly Trip Realize ed AN CAFE.
È stato inizialmente pubblicato come un singolo in formato DVD contenente unicamente la title track e distribuito durante un live congiunto delle due band l'11 gennaio 2005, per poi essere pubblicato come EP in formato CD ed acquistabile unicamente per posta tramite la rivista FOOL'S MATE del 20 febbraio dello stesso anno.

## Tracce
1. Shelly Tic CAFE: Youkoso ♪ -Shelly Tic CAFE- (よーこそ♪ -Shelly Tic CAFE-?) - 6:54 (JUNZO)
2. Shelly Trip Realize: Youkoso ♪ -Shelly Ver.- (よーこそ♪ -Shelly Ver.-?) - 6:54 (JUNZO)
3. AN CAFE: Youkoso ♪ -AN CAFE Ver.- (よーこそ♪ -AN CAFE Ver.-?) - 6:54 (JUNZO)
4. Shelly Trip Realize: Odoru Märchen tokei -Shelly Ver.- (踊るメルヘン時計 -Shelly Ver.-?) - 3:53 (Miku - Kanon)
5. AN CAFE: Kiss -AN CAFE Ver.- (Kiss -AN CAFE Ver.-?) - 4:21 (Sarino, JUNZO - Sarino)
6. Shelly Tic CAFE: Youkoso ♪ -Karaoke Ver.- (よーこそ♪ -Karaoke Ver.-?) - 6:54 (JUNZO)

## Formazione

### Shelly Trip Realize
- Sarino - voce
- Mai - chitarra
- Yūsuke - basso
- Shion - batteria

### AN CAFE
- Miku - voce
- Bou - chitarra
- Kanon - basso
- Teruki - batteria